# Petroica boodang
A Petroica boodang a madarak osztályának a verébalakúak (Passeriformes) rendjéhez és a  cinegelégykapó-félék (Petroicidae) családjához tartozó faj.

## Rendszerezése
A fajt René Primevère Lesson francia ornitológus írta le 1838-ban, a Muscicapa nembe Muscicapa boodang néven.

## Alfajai
- Petroica boodang boodang (Lesson, 1837)
- Petroica boodang campbelli Sharpe, 1898
- Petroica boodang leggii Sharpe, 1879[2]

## Előfordulása
Ausztrália délkeleti és délnyugati részén, valamint Tasmania szigetén honos. Természetes élőhelyei a mérsékelt övi erdők, szubtrópusi vagy trópusi síkvidéki esőerdők, száraz erdők és szavannák, valamint ültetvények, vidéki kertek és városias régiók. Vonuló faj.

## Megjelenése
Testhossza 14 centiméter, testtömege 12–14 gramm. A nemek tollazat különbözik.
|  |  |

## Életmódja
Ízeltlábúakkal táplálkozik, melyet a talajon keresgél.

## Természetvédelmi helyzete
Az elterjedési területe rendkívül nagy, egyedszáma viszont csökken, de még nem éri el a kritikus szintet. A Természetvédelmi Világszövetség Vörös listáján nem fenyegetett fajként szerepel.